# Ormlången
Ormlången är en sjö i Finspångs kommun i Östergötland och ingår i Motala ströms huvudavrinningsområde. Sjön har en area på 2,55 kvadratkilometer och ligger 47,4 meter över havet.

## Delavrinningsområde
Ormlången ingår i det delavrinningsområde (651691-150025) som SMHI kallar för Utloppet av Ormlången. Medelhöjden är 64 meter över havet och ytan är 32,26 kvadratkilometer. Räknas de 21 avrinningsområdena uppströms in blir den ackumulerade arean 388,16 kvadratkilometer. Lotorpsån (Haddeboån) som avvattnar avrinningsområdet har biflödesordning 2, vilket innebär att vattnet flödar genom totalt 2 vattendrag innan det når havet efter 39 kilometer. Avrinningsområdet består mestadels av skog (82 procent). Avrinningsområdet har 2,62 kvadratkilometer vattenytor vilket ger det en sjöprocent på 8,1 procent.